# Thee Silver Mt. Zion Memorial Orchestra
Thee Silver Mt. Zion Memorial Orchestra es una banda canadiense de post-rock formada en 1999 por los músicos de Godspeed You! Black Emperor: Efrim Menuck, Sophie Trudeau y Thierry Amar.
Según una entrevista de los músicos con la radio VPRO de los Países Bajos, originalmente el proyecto fue realizado para que Efrim aprendiera a componer música, pero esta idea fue rápidamente abandonada ya que Efrim decidió que prefería que su música no fuera definida por reglas, prefiriendo simplemente dejar lo que sonaba mejor. Finalmente decidieron continuar el proyecto para experimentar con algunas ideas que no hubieran funcionado dentro del marco de Godspeed You! Black Emperor.
La decisión de grabar un álbum fue, en parte, inspirada por la muerte de su perra Wanda, que murió mientras Godspeed You! Black Emperor estaba de gira. Efrim quiso grabar un disco en su memoria, pero sintió que no podría hacerlo dentro de Godspeed You! Black Emperor con el consenso colectivo de sus miembros.
A diferencia de Godspeed You! Black Emperor, la música de Thee Silver Mt. Zion Memorial Orchestra incorpora música cantada. Efrim confesó que al principio no estaba cómodo con esto, sintiéndose "tonto" e incómodo con el rol de cantante, ya que no quería ser el foco musical de la banda, sino que prefería usar las voces como una herramienta estilística. La reacción de los seguidores por el uso de vocales fue bastante variada, pero ahora la capacidad poética y lírica de Efrim es muy respetada.

## Distintos nombres

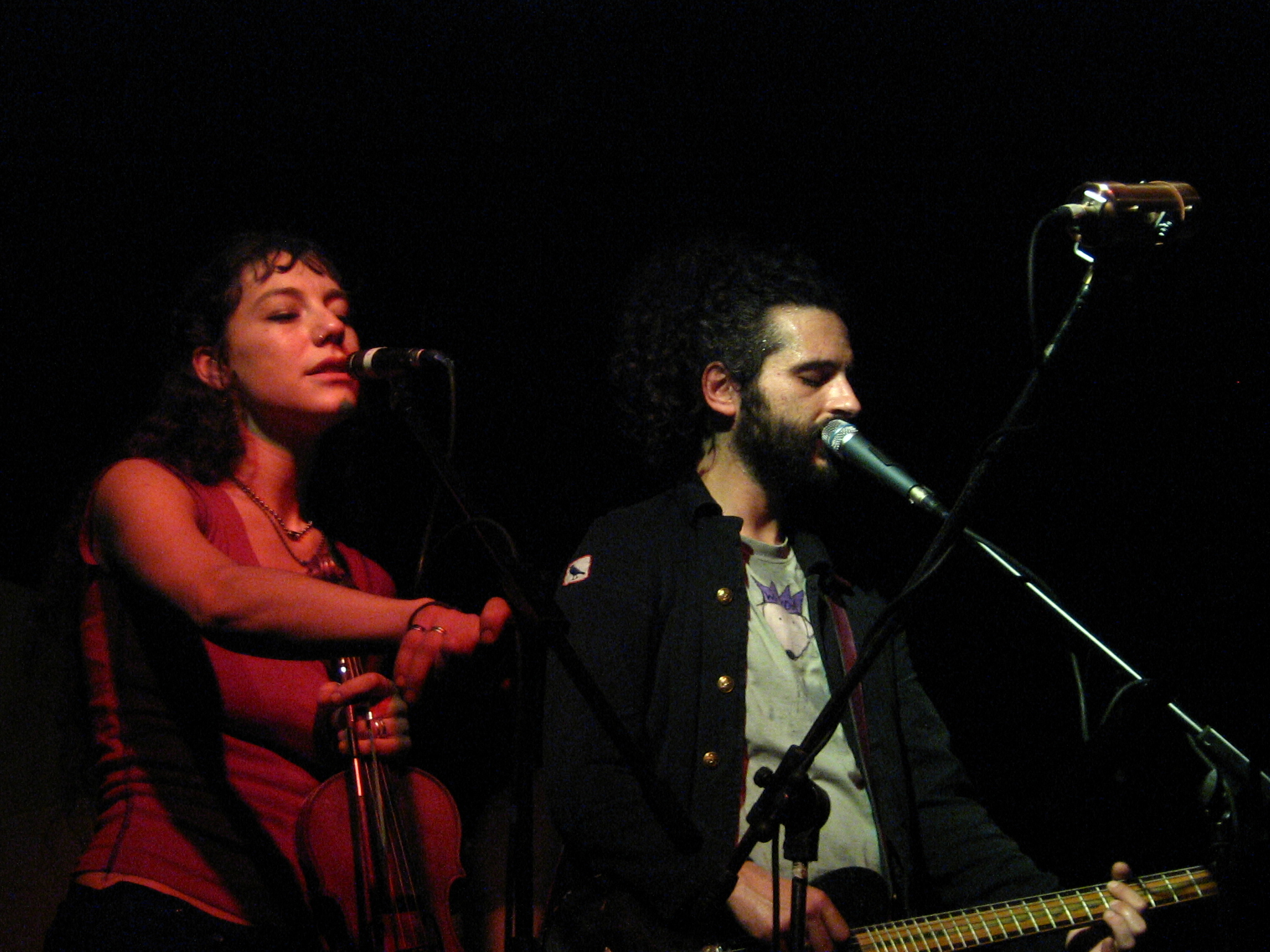
Efrim Menuck y Jessica Moss durante un concierto de la banda.

El nombre de la banda ha ido variando a lo largo de los años principalmente por la incorporación de nuevos miembros o elementos. Originalmente eran conocidos como A Silver Mt. Zion, que parece referenciar al  Monte del Templo, el punto más alto de Jerusalén. No obstante, Efrim declaró en una entrevista con David Garland, el anfitrión de Spinning on Air de la radio WNYC que el nombre surgió a partir de la letra de una canción mal oída.
Tras debutar con su primer álbum He Has Left Us Alone but Shafts of Light Sometimes Grace the Corner of Our Rooms..., la banda se expandió a seis miembros y pasó a llamarse The Silver Mt. Zion Memorial Orchestra & Tra-la-la Band, publicando su segundo álbum Born into Trouble as the Sparks Fly Upward en 2001. En 2003 publicaron su tercer álbum, This Is Our Punk-Rock, Thee Rusted Satellites Gather + Sing, que incorpora un coro amateur, característica que añadieron al nombre: The Silver Mt. Zion Memorial Orchestra & Tra-la-la Band with Choir. Para el lanzamiento de su primer EP en 2004 Pretty Little Lightning Paw el nombre volvió a cambiar, esta vez a Thee Silver Mountain Reveries; pero en 2005 recuperaron el nombre de Thee Silver Mt. Zion Memorial Orchestra & Tra-la-la Band (con la salvedad de modificar The por Thee), bajo el que lanzaron sus álbumes Horses in the Sky y 13 Blues For Thirteen Moons en 2005 y 2008 respectivamente.
A partir de 2010 y tras la salida de algunos miembros de la banda, junto con la incorporación de David Payant, el grupo ha publicado todos sus nuevos trabajos bajo el nombre de Thee Silver Mt. Zion Memorial Orchestra.

## Miembros

### Miembros actuales
- Efrim Menuck: guitarra, piano, voces, efectos de sonido.
- David Payant: batería, percusión, órgano, voces.
- Jessica Moss: violín, voces.
- Sophie Trudeau: violín, voces.
- Thierry Amar: contrabajo, bajo, voces.

### Antiguos miembros
- Ian Ilavsky: guitarra, órgano, armonio, voces.
- Beckie Foon: violonchelo, voces.
- Eric Craven: batería, percusión.
- Scott Levine Gilmore: batería, percusión, guitarra, mandolina, voces.

## Discografía

### Álbumes de estudio
- He Has Left Us Alone but Shafts of Light Sometimes Grace the Corner of Our Rooms... (2000)
- Born into Trouble as the Sparks Fly Upward (2000)
- This Is Our Punk-Rock, Thee Rusted Satellites Gather + Sing (2003)
- Horses in the Sky (2005)
- 13 Blues for Thirteen Moons (2008)
- Kollaps Tradixionales (2010)
- Fuck Off Get Free We Pour Light on Everything (2014)

### EP
- Pretty Little Lightning Paw (2004)
- The West Will Rise Against (2010)
- Hang on to Each Other (2014)

### Compilaciones
- Song of the Silent Land (2004)